# 曹立傑
曹立傑（英語：Miguel Li-jey Tsao），台灣外交官。畢業於淡江大學歐洲研究所，曾任駐阿根廷台北商務文化辦事處代表、駐秘魯代表、駐巴拿馬大使（臨時代辦）、駐聖克里斯多福及尼維斯大使、外交部常務次長、駐瓜地馬拉大使等職。
| 外交職務      | 外交職務                                                | 外交職務        |
| ------------- | ------------------------------------------------------- | --------------- |
| 前任： 鄭力城 | 中華民國駐瓜地馬拉大使 2023年1月22日－2024年7月         | 繼任： 張俊菲   |
| 前任： 謝俊得 | 中華民國駐阿根廷代表 2019年－2023年1月                  | 繼任： 謝妙宏   |
| 前任： 吳進木 | 中華民國駐秘魯代表 2017年8月－2018年11月                | 繼任： 李岳融   |
| 前任： 劉德立 | 中華民國駐巴拿馬大使 （臨時代辦） 2017年5月－2017年6月  | 繼任： 兩國斷交 |
| 前任： 吳榮泉 | 中華民國駐聖克里斯多福及尼維斯大使 2010年9月－2015年3月 | 繼任： 丘高偉   |